# ناتالیا ووروبیوا
ناتالیا ووروبیوا (به روسی: Наталья Воробьёва؛ زادهٔ ۲۷ مهٔ ۱۹۹۱) یک کشتی‌گیر آزادکار اهل روسیه است.
از افتخارات وی می‌توان به کسب مدال طلا المپیک ۲۰۱۲ لندن و مدال نقره المپیک ۲۰۱۶ ریو اشاره کرد. وی سابقه حضور در المپیک ۲۰۲۰ توکیو را دارد.